# هدار غولدن
هدار غولدن Hadar Goldin (ولد 1991) هو ملازم ثاني بلواء جفعاتي في الجيش الإسرائيلي، ويكون نجل ابن خال موشي يعلون -وزير الجيش الصهيوني-. يُعتقد أنه أُسِر في منطقة رفح في قطاع غزة في 1 أغسطس 2014، أثناء الحرب على غزة 2014.

## تصرف وزير الجيش عند فقده
وزير الجيش الصهيوني موشيه يعلون سمع بالعملية، وأراد استيضاح الأمر من قائد الأركان في حينها «بيني غانتس» الذي ذكر أسماء الجنود القتلى صباح الأول من آب 2014، وقد سمع اسم الضابط «هدار غولدين» كمفقود، ولكنه واصل الاستماع لتقديرات الأوضاع.
وفي ختام الحديث نوَّه «يعلون» لـ«غانتس» أن «غولدين» يكون نجل ابن خاله، داعيًا «غانتس» إلى إبعاد أي شكوك بوجود هكذا قرابة حتى لا تستغلها حركة حماس لصالحها.
وكانت الساعات التي أعقبت اختطاف «غولدين» قاسية ودراماتيكية لوزير الجيش؛ فبخلاف حالة شاؤول أورون لم تتبن حركة حماس اختطاف غولدين في تلك اللحظة، في حين لم يصل الشاباك إلى معلومة حول مكان «غولدين» أو مصيره.

### الفيسبوك
كما دعا الشاباك عائلة الضباط «غولدين» إلى إغلاق صفحته على الفيسبوك على عجل وسحب أي معلومات عن هويته على مواقع التواصل الاجتماعي بسرعة، وذلك حتى لا تستفيد منها حماس كما حصل بعيد اختطاف الجندي بغزة «شاؤول أورون».